# Nicolas-Quinibert Foliot

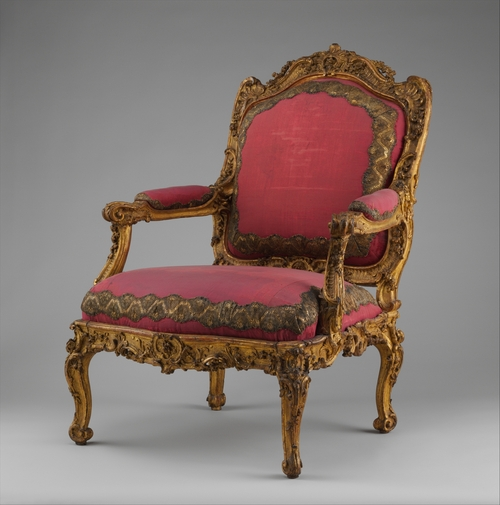
Fauteuil à châssis d'époque Louis XV, par Nicolas-Quinibert Foliot, d'un ensemble livré pour Madame Infante Duchesse de Parme. Paris et Parme, 1749. Metropolitan Museum of Art, New York.

Nicolas-Quinibert Foliot  fut un maître menuisier du XVIIIe siècle, né en 1706, mort en 1776.
Nicolas-Quinibert Foliot fait partie d'une importante dynastie de menuisiers du XVIIIe siècle, qui se sont illustrés pendant plus de quarante ans au service du Garde-Meuble de la Couronne.
Son père Nicolas Foliot, mort en 1749, fut établi rue de Cléry, à l'enseigne du "duc de Bretagne" et fut juré de sa corporation de 1736 à 1738. Il ne semble pas avoir signé ses œuvres mais il fournit diverses pièces de mobilier pour les résidences royales à partir de 1723. 
Des trois fils de Nicolas Foliot (Père), l'ainé fut marchand-mercier. Les deux autres sont Nicolas-Quinibert (1706-1776) et son frère François Foliot, dit le jeune (1720-1761), qui accède à la maitrise en 1749 et qui fut à la fois menuisier et sculpteur. 
Une troisième génération de Foliot, nés de deux mariages de François Foliot le jeune (1720-1761), est représentée par : Toussaint Foliot (1717-1798) sculpteur du roi, reçu maître en 1732, qui travaille pour le Garde-Meuble de la Couronne de 1764 à 1789 et François II Foliot (1748-après 1808) qui fut reçu maître en 1773, date à laquelle il prit la direction de l'établissement "au duc de Bretagne" fondé par son grand-père Nicolas Foliot.

## Biographie
Nicolas-Quinibert Foliot (1706-1776), reçu maître en 1729, quitte relativement tôt l'atelier paternel pour s'établir à son compte rue de Cléry et fut juré de sa corporation de 1750 à 1752. Il contribua brillamment à l'épanouissement du siège Louis XV et fut à la tête d'un atelier prolifique.
Pour la seule année 1767, il fournit pour les résidences royales de Versailles, Trianon, Compiègne, Fontainebleau, et Saint Hubert, soixante bois de lit, cinquante écrans ou paravents, quatre canapés, trente-deux bergères, cent-trente-cinq fauteuils, quatre-cent-soixante-huit chaises, vingt-et-une banquettes et quatre-vingt tabourets, le tout pour 18000 livres.
Il faut surtout rappeler, que Nicolas-Quinibert Foliot fut très probablement l'auteur de la série exceptionnelle, parmi les plus beaux sièges du XVIIIe siècle, des fauteuils commandés pour Madame Infante, fille de Louis XV, à Parme, d'un rocaille symétrisé, magistral, dont seulement trois exemplaires sont aujourd'hui connus.
Au-delà des liens familiaux des liens d'affaire unissent les Foliot. Ainsi Toussaint Foliot (1717-1798), souvent nommé "Foliot Neveu" dans les mémoires du garde meuble a souvent collaboré en tant que sculpteur à l'œuvre de son oncle Nicolas-Quinibert. C'est le cas des soixante-douze pliants commandés en 1769 pour meubler à Versailles la Chambre de la Reine (12 pliants) et le Salon de la Paix (60 pliants). Le modèle fut commandé à Gondouin, les bois furent confiés à Nicolas-Quinibert Foliot, la sculpture échue à Toussaint Foliot, tandis que la Veuve Bardoux dora ces soixante-douze pliants de deux ors
Parmi les pièces de mobilier réalisées par Nicolas-Quinibert Foliot qui nous sont parvenus, on trouve à côté de meubles d'une qualité exceptionnelle, nombre de sièges beaucoup plus simples sans doute destinés à des appartements de suite. Mais quelle que soit leur richesse, les œuvres de N-Q Foliot se signalent toujours par l'élégance de leur ligne au galbe très allongé, très souple qui marque un plein épanouissement du Style Louis XV. 
À la fin de sa carrière il adopte un style Transition assez personnel, qui conserve des lignes Louis XV très assagies, mais avec un décor sculpté à la fois fouillé et sobre emprunté au répertoire néo-classique, que l'on doit souvent à Pierre-Edme Babel ou à son neveu Toussaint Foliot. On peut citer pour exemple : la paire de bergères livrées pour le Cabinet Intérieur de la Comtesse du Barry au château de Saint-Hubert en 1771, ou les sièges du Cabinet Intérieur de Marie-Antoinette à Choisy, livré en 1770.

## Estampille

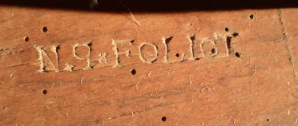

L'estampille qui est frappée avec un fer sous la ceinture des sièges est la signature du menuisier. La plupart des meubles que Nicolas-Quinibert Foliot réalise pour la couronne ne sont pas signés, mais lui sont attribués par le dépouillement des inventaires et des entrées du journal du Garde-Meuble, au terme de recherches menées depuis 1945. Ici l'estampille relevée sur un grand canapé était répétée deux fois. Le Metropolitan Museum of Art de New York conserve en ensemble de sièges en bois doré à châssis, où cette estampille est frappée à trois reprises.

## Musées
- Metropolitan Museum of Art, New York : Fauteuil à châssis d'époque Louis XV, en chêne sculpté et doré, livré pour Madame Infante Duchesse de Parme. Paris et Parme, 1749. Inv. 07.225.57
- Musée de l'Ermitage, Saint-Pétersbourg : Fauteuil à châssis d'époque Louis XV, en chêne sculpté et doré, livré pour Madame Infante Duchesse de Parme. Paris 1749. Garniture de velours de soie galonné d'or d'origine.
- Petit Trianon : Salon de compagnie, V 5749¹-² :Paire de bergères et écran de feu en bois sculpté et laqué livrés pour Madame de Barry à Saint Hubert. Paris circa 1771. Petite Salle à Manger, V 5750 et V 5751¹à⁴ : Quatre chaises et une bergère livrées pour la Comtesse de Provence à Fontainebleau.
- Musée Carnavalet : Chaise à la reine de style rocaille réalisée par Nicolas-Quinibert Foliot vers 1765 . (Hêtre sculpté, velours de soie vert ciselé au décor parfaitement symétrique. Les cartouches qui ornent les quatre pieds, annoncent le style transition.
- Musée du Louvre : Fauteuil en cabriolet et à châssis. Aile Sully - Premier étage - Section 52